# Ťie-tu-š’

Pohraniční vojenské oblasti v říši Tchang kolem roku 745

Ťie-tu-š’ (čínsky pchin-jinem jiédùshǐ, znaky zjednodušené 节度使, tradiční 節度使) byl čínský historický vojenský a správní titul. Původně vysoký vojenský titul komisařů dočasně pověřených velením polním vojskům se začátkem 8. století v říši Tchang změnil ve vojensko-administrativní hodnost regionálních komisařů-guvernérů, kteří po povstání An Lu-šana v polovině 8. století získali vysokou míru samostatnosti a někteří i faktickou nezávislost na centrální vládě. Tchangská říše se pak skládala z více či méně autonomních panství guvernérů ťie-tu-š’. Začátkem 10. století jednotliví ťie-tu-š’ v jižní Číně vyhlásili samostatnost, zatímco na severu jeden z ťie-tu-š’, Ču Wen, svrhl posledního tchangského panovníka a nastolil vlastní dynastii Pozdní Liang, čímž tchangská éra přešla v období Pěti dynastií a deseti říší.

## Termín
V termínu ťie-tu-š’ znamená ťie vrubovku předávanou panovníkem jako doklad držení úřadu; ťie-tu byl intendant, úředník zodpovědný za zásobování vojska, někdy zavádějící pořádek; š’ je obecné označení pro pověřence, komisaře, vyslance. Ťie-tu-š’ pak znamená přibližně „komisař zplnomocněný zajištěním náležité věrnosti“, „komisař pověřený zavedením řádu a pořádku“, normalizací situace.

## Historie

### Vznik a prvníťie-tu-š’do povstání An Lu-šana
Termín ťie-tu-š’ byl poprvé použit roku 108 v říši Východní Chan, když byl Liang Tung (梁懂) jmenován vojenským komisařem všech sil (ču-ťün ťie-tu-š’, 諸軍節度使) západních armád. Za Tří říší (220–280) a v pozdějších státech byla ťie-tu-š’ hodnost ad hoc jmenovaných komisařů odpovědných za zásobování polních armád.
V říši Tchang byly jako orgán regionální vojenské správy zřízeny úřady regionálních velitelů tu-tu (都督). Regionální velitelé tu-tu působili v pohraničních a důležitých oblastech státu, zpravidla jim podléhalo několik krajů.
Pojem ťie-tu-š’ se od poloviny 7. století používal jako jedno z označení pro velitele příležitostně sestavovaných polních armád. Dostávali ho velitelé tu-tu, kterým císař jako symbol pravomocí udělil vrubovku. S tím, jak vznikaly stálé pohraniční armády, stalo se označení ťie-tu-š’ titulem jejich velitelů, ťie-tu-š’ přitom nahradili dosavadní regionální velitele tu-tu. Poprvé byl zřízen úřad ťie-tu-š’ roku 711 pro oblast Che-si, za úkol měl obranu kansuského koridoru. Roku 713 císař jmenoval ťie-tu-š’a oblasti Lung-jou, který bránil severozápadní hranici proti Tibetu, téhož roku i oblasti Šuo-fang v Ordosu, proti Turkutům. Do poloviny 40. let 8. století vzniklo 10 velitelství ťie-tu-š’ pokrývajících pozemní hranice tchangského státu od severovýchodu přes sever a západ až k jihozápadu.
Někdy hodnost ťie-tu-š’ dostali navíc ke svému úřadu krajští správci cch’-š’. Byl-li do funkce jmenován kníže z císařského rodu, říkalo se mu ta ťie-tu-š’ (velký ťie-tu-š’), přičemž zůstával v hlavním městě a jeho funkci fakticky vykonával zástupce (fu-ta-š’, 副大使) nebo úřadující ťie-tu-š’ (č’ ťie-tu-š’, 知節度使).
Komisaři ťie-tu-š’ byli jmenováni a odvoláváni císařem, zaměstnance svého štábu si však vybírali sami. Mohli mít – v zájmu zásobování svých vojsk a udržování pořádku v oblasti – i funkci komisaře zplnomocněného dohlížet a řešit kuan-čcha-š’ (觀察使), což byl úřad civilní správy. Dostávali i různé jiné tituly:
- komisaře zplnomocněného usmiřovat a zklidňovat an-fu-š’ (安撫使),[pozn. 1]
- komisaře zplnomocněného dohlížet na finance č’-tu-š’ (支度使),[pozn. 2]
- komisaře zplnomocněného dohlížet na obdělávání polí jing-tchien-š’ (營田使),[pozn. 3]
- komisaře zplnomocněného povyšovat dobré a trestat špatné čao-tchao-š’ (招討使),[7]
- komisaře zplnomocněného řídit a zavádět řád ťing-lüe-š’ (經略使).[8][pozn. 4]

Komisařů vysílaných z hlavního města do regionů bylo mnoho druhů s různými tituly, avšak s podobnými pravomocemi. Například komisaři zplnomocnění vyjasňovat a vnikat cchaj-fang-š’ (採訪使), neboli vyšetřující komisaři byli později přejmenovaní na komisaře zplnomocněné dohlížet a řešit kuan-čcha-š’. Existovaly i vojenské tituly komisařů zplnomocněných k výcviku místních oddílů tchuan-lien-š’ (團練使, obvykle ve 2–3 krajích, někdy i cca 10) a komisařů zplnomocněných k obraně fang-jü-š’ (防禦使, od 698, v jednom nebo více krajích).
Hodnocení ťie-tu-š’ se odvíjelo od výsledků jejich činnosti. Nejvýše byli oceňováni ti, kteří dosáhli zmenšení počtu vojáků potřebných k obraně regionu. Mezi průměrné byli řazeni ti, kteří dávali (lidem) dostatečnou obživu. A konečně na třetí příčce stáli ti, kteří porazili nepřátele.
V 50. letech 8. století měli ťie-tu-š’ – v závislosti na dodatečně udělených pravomocích a titulech – vesměs již i dohled nad výběrem daní a státními pozemky, někteří byli i vyšetřujícími komisaři cchaj-fang-š’, což jim dávalo moc nad administrativou celé oblasti. Tím se jejich úřad měnil v plnohodnotného provinčního guvernéra. Tchangské vlády předešlých desetiletí se obávaly vzniku takových guvernérů, císař Süan-cung však – v zájmu efektivnosti obrany – na stará politická pravidla nedal.
Důstojníci a generálové armád ťie-tu-š’ byli v první polovině 8. století povyšováni ze schopných podřízených, zpravidla Číňanů nízkého původu nebo Nečíňanů. Výběr ležel v rukách ťie-tu-š’, jejichž rozhodnutí úřady v hlavním městě jen formálně potvrzovaly. Loajalita důstojníků se proto přesouvala od panovníka a tchangské vlády ke svým velitelům. Místa ťie-tu-š’ původně obsazovali vysoce postavení čínští úředníci, od roku 747 však první ministr Li Lin-fu prosadil politiku jmenování úspěšných generálů nečínského původu s tím, že budou efektivnější a úspěšnější. Ťie-tu-š’ a jejich důstojníci se tak sociálně a i politicky vzdálili čínské úřednické elitě metropole. Za vlády Li Lin-fua to nemělo bezprostřední dopad, jeho nástupce Jang Kuo-čung však neměl neotřesitelnou autoritu svého předchůdce a jeho snaha o přísnější kontrolu velitelů pohraničních armád, zejména nejsilnějšího z nich, An Lu-šana, nakonec vyvolala i povstání An Lu-šana v letech 755–763.

### Po povstání An Lu-šana

Tchangská Čína k roku 763, rozdělení na správní obvody guvernérů ťie-tu-š’ (případně fang-jü-š’, kuan-čcha-š’ anebo ťing-lüe-š’). Názvy regionů ťie-tu-š’ potvrzených z bývalých povstaleckých generálů jsou vyznačeny červenou kurzívou.

Během povstání An Lu-šana byli – v zájmu obrany země proti povstalcům – komisaři ťie-tu-š’ jmenováni i do vnitrozemských regionů. Jejich počet vzrostl a získali značnou moc. Z povstání An Lu-šana říše vyšla rozdělená na cca 40 provincií vedených buď ťie-tu-š’, kteří měli i civilní moc z titulu kuan-čcha-š’, nebo civilními hodnostáři (kuan-čcha-š’, ťing-lüe-š’), kteří kontrolovali i vojsko na svém území z titulu komisaře výcviku tchuan-lien-š’ nebo obranného komisaře fang-jü-š’.
Ťie-tu-š’ potvrzení z bývalých An Lu-šanových generálů a jejich nástupci neodváděli vládě žádné daně a spravovali své území zcela samostatně. Záhy získaly samostatné postavení i některé sousedící loajalistické provincie, v nichž vláda umístila silná vojska k vyvážení moci bývalých rebelů. Ve výsledku byli ťie-tu-š’ na severovýchodě říše (moderní provincie Che-pej a Šan-tung) prakticky nezávislí a ústřední vláda je pouze formálně potvrzovala. Naproti tomu severozápadní provincie sice také disponovaly silnými armádami, určenými k obraně proti Ujgurům a Tibetu, ale neměly dostatečně silnou ekonomiku. Byly proto závislé na dotacích vlády a tedy vládou kontrolovatelné. Třetí skupinu tvořily ekonomicky bohaté provincie jihu, které byly hlavním zdrojem daní pro vládu. Spravovali je civilní úředníci disponující relativně málo vojáky.
Průměrná armáda jedné provincie ťie-tu-š’ se skládala z přibližně 15 tisíc vojáků. Největší armády zmilitarizovaného severovýchodu však měly až 70 tisíc (ve Wej-po) nebo 100 tisíc (v Pching-lu, v Pien-sungu) vojáků. Naproti tomu správce Če-tungu na jihovýchodě disponoval jen několika sty mužů.
Důsledkem vzestupu moci ťie-tu-š’ po polovině 8. století byla decentralizace říše, která přetrvala jedno a půl století, než se tchangský stát definitivně rozpadl. I v následujícím období Pěti dynastií a deseti říší (907–960) hráli autonomní nebo samostatní ťie-tu-š’ významnou roli. Až v říši Sung, která nastoupila roku 960, byli během dvou desetiletí postupně zbaveni svých finančních i vojenských pravomocí a z ťie-tu-š’ se stal pouze vysoký čestný titul.
V říši Liao byli vojenští komisaři ťie-tu-š’ jmenováni ve většině krajů a vojenských krajů.
V říši Ťin ťie-tu-š’ veleli obranným velitelstvím čen.